# باريس لي
باريس لي (20 أبريل 1995 بمايوود في الولايات المتحدة - ) (بالإنجليزية: Paris Lee)‏ هو لاعب كرة سلة أمريكي في مركز هجوم خلفي.

## وصلات خارجية
- باريس لي على موقع الدوري الأوروبي لكرة السلة (الإنجليزية)
- باريس لي على موقع كرة السلة الأوروبية.كوم (الإنجليزية)
- باريس لي على موقع كلية كرة السلة في سبورتس رفرنس.كوم (الإنجليزية)
- باريس لي على موقع ريلجم (الإنجليزية)
- باريس لي على موقع بروبوليرز (الإنجليزية)